# 12"/52 пушка Обуховского завода
12"/52 пушка (305/52) — 305-мм орудие Обуховского завода, принятое на вооружение в 1907 году для использования на строящихся линейных кораблях и береговых батареях.
12"/52 пушка самое мощное орудие, когда-либо серийно устанавливавшееся на корабли российского или советского военно-морского флота. Данное орудие было разработано после 12"/40 пушки образца 1895 г., устанавливавшейся на броненосцы типа «Андрей Первозванный».

## История
Орудие было разработано на Обуховском заводе, первый образец был закончен в 1907 году. Назначенный ресурс ствола при стрельбовых испытаниях образцов, установленных на кораблях Черноморского флота составил 400 выстрелов на орудие. Орудие получило высокую оценку, и стало устанавливаться на дредноутах типов «Севастополь» и «Императрица Мария» в строенных башенных установках, разработанных Металлическим заводом. Эти трёхорудийные башни получили обозначение «MK-3-12» — морская корабельная, трёхорудийная 12 дюймовая.
Всего Морское ведомство заказало ОСЗ 198 пушек, из которых 126 были готовы до конца 1916 года. В 1917 году предполагалось сдать 42 пушки, а в 1918-м — оставшиеся 30. По другим сведениям к 1 января 1917 года было изготовлено 144 пушки. С февраля начался спад производства, и в 1917 году выпустили всего 12 орудий. Затем на 4 года все работы были прекращены, лишь в 1921 году сделали 14 орудий. К 16 июня 1922 года на ОСЗ хранилось 29 новых 12"/52 орудий в стадии готовности от 10 до 95%. В последующие годы часть этих орудий удалось доделать.
В 1939 — 1940 годах началось лейнирование 12"/52 орудий, что обычно проводилось в ходе капитального ремонта. ОСЗ выпускал и сухопутные 12"/52 пушки, которые отличались от морских только большим объёмом каморы и имели свою систему снарядов и боеприпасов. Внешние отличия морских пушек — буквы «МА» (морская артиллерия), выгравированные на казённом срезе ствола, сухопутные обозначали буквами «СА» (сухопутная артиллерия).

## Основные характеристики
- Длина ствола: 52 калибра
- Максимальная скорость наведения: вертикальная — 4 °/с, горизонтальная — 3,2 °/с
- Скорострельность: 2-3 выстр./мин
- Масса снаряда:
  - Морской обр. 1911 г.: 471 кг
  - Береговой обороны: 446 кг
  - Германский фугасный береговой обороны: 405 кг
- Начальная скорость снаряда:
  - Морской обр. 1911 г. 471 кг: 762 м/с
  - Береговой обороны 446 кг: 853 м/с
- Дальность стрельбы:
  - Снарядом массой 471 кг: 29340 м

## Береговая артиллерия

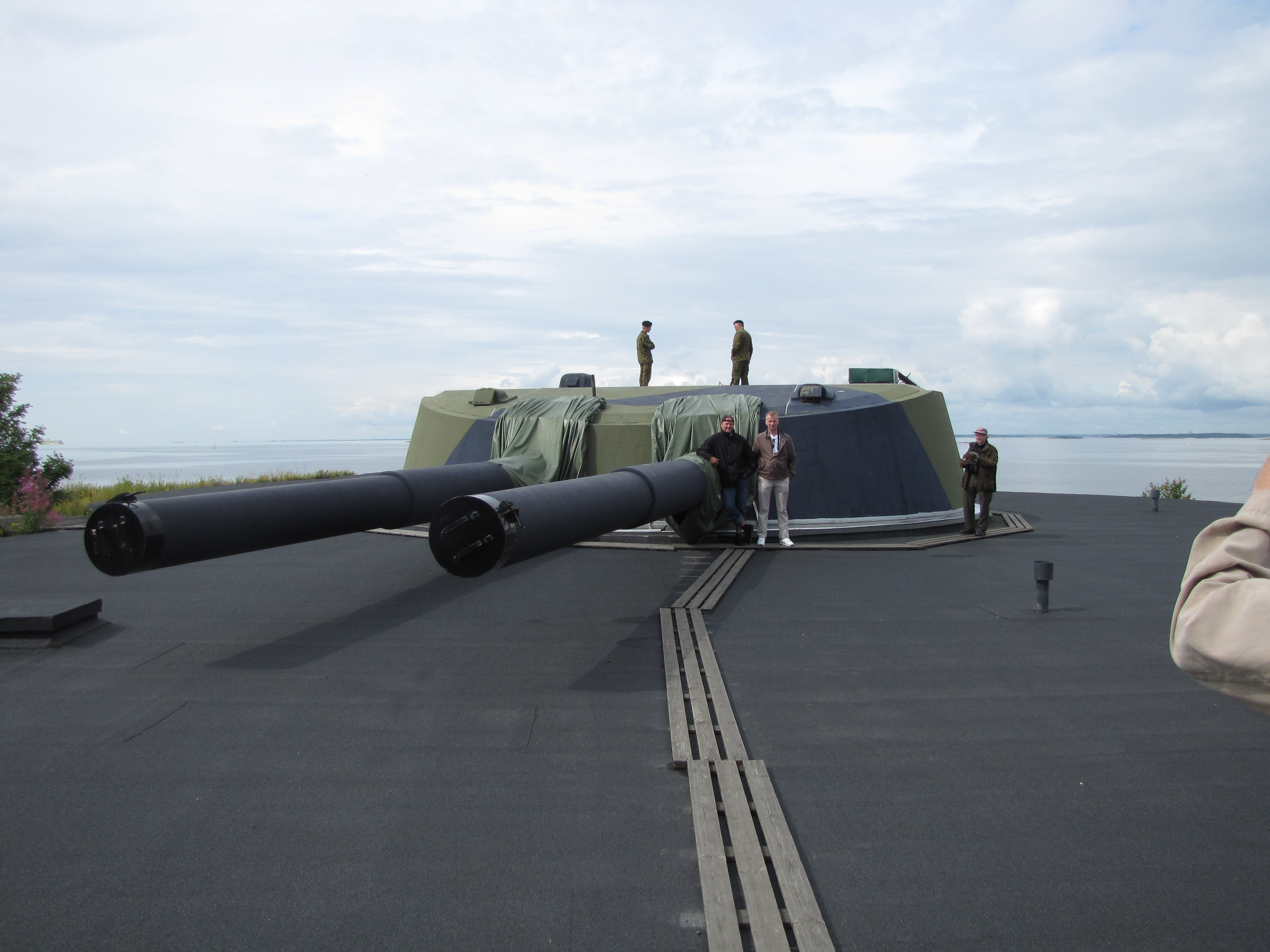
Башня береговой обороны, Куивасаари, Финляндия, современное состояние

Кроме линкоров типов «Севастополь» и «Императрица Мария», данные орудия также применялись в артустановках береговой обороны. Они размещались либо в двухорудийных башенных установках МБ-2-12 (бронирование — 305 мм, обеспечивали круговой обстрел), либо в открытых одноорудийных установках.
По две башенных и 4 открытых установки были установлены на фортах Ино и Красная Горка.
12"/52-орудия использовались в Морской крепости Императора Петра Великого вдоль оборонительной линии Таллин — Порккала-Удд:
— по 2 башни МБ-2-12 на о-вах Нарген и Вульф (Аэгна);
— по 4 открытых одноорудийных установки — на батареях островов Эре, Даго и Эзель (№ 60, 39 и 43 соответственно).
В советское время орудия были установлены на береговых батареях Севастополя № 30 и 35 (в башенных установках МБ-2-12), а также в установках железнодорожной артиллерии.
В 1934 году две башенных установки МК-3-12 были смонтированы на батарее № 981 на о-ве Русский.
Две башенные двухорудийные 305-мм батареи были построены финнами на островах Макилуото и Куйвассаари в 1933-35 годах (использовались установки, захваченные в форте Ино). Дальность стрельбы орудий этих батарей составляла 42 км, что позволяло полностью перекрывать артиллерийским огнём Финский залив в районе Найссаар-Макилуото. Гарнизон каждой батареи составлял 300 человек.
Кроме того, батарея острова Эрэ (4 открытые установки, захваченные финнами в 1918 году), была преобразована из четырёхорудийной в двухорудийную, а два 305-мм орудия впоследствии перевезли и установили на мысе Ристиниеми (Финский залив).
К концу Второй мировой войны финны также построили двухорудийную 305-мм батарею на острове Исосаари.
Во время Второй мировой войны несколько орудий (с линейного корабля «Император Александр III») были захвачены немцами и использовались в составе батареи «Мирус» на Гернси (оккупированных Нормандских островах). В 1949—1954 годах восстановленная севастопольская батарея № 30 была вооружена башенными установками МБ-3-12ФМ с линкора «Фрунзе».

## Железнодорожная артиллерийская установка TM-3-12 обр. 1938 г

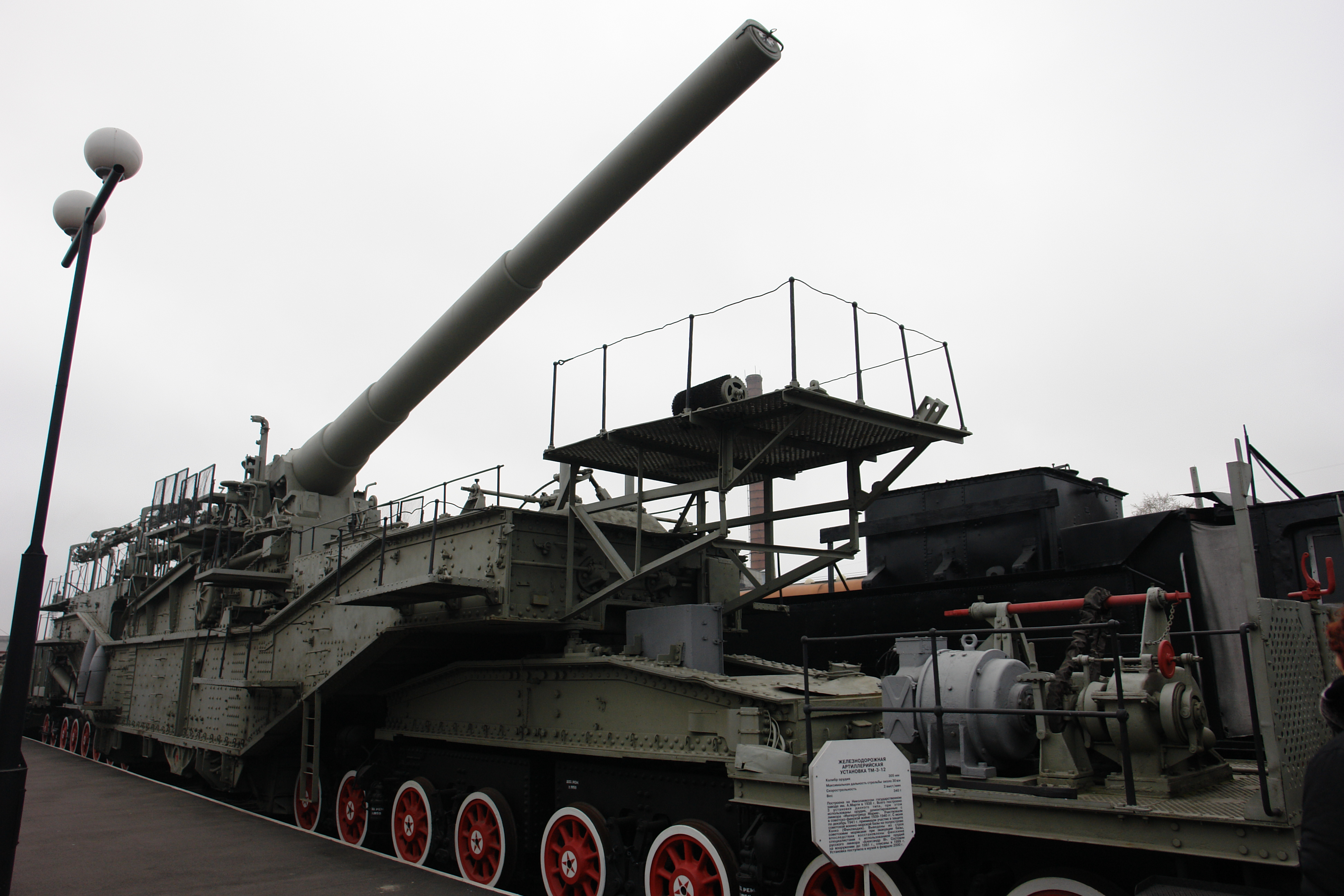
Железнодорожная артиллерийская установка ТМ-3-12 в Музее железнодорожной техники, Санкт-Петербург, октябрь 2007 г.

Было построено три железнодорожных артиллерийских установки, с использованием орудий затонувшего линкора «Императрица Мария». Применялись во время Советско-финской войны 1939—1940 годов. В июне — декабре 1941 года участвовали в обороне советской военно-морской базы Ханко на финском полуострове Ханко (Гангут). Были выведены из строя советскими моряками при эвакуации базы и позднее восстановлены финскими специалистами с использованием орудий оставленного в Бизерте русского линкора «Император Александр III». После войны установки были переданы СССР и поддерживались в боеспособном состоянии до 1991 года, с вооружения сняты в 1999 году. На момент снятия с вооружения были последними в мире боеспособными орудиями линкорного калибра производства Обуховского завода.

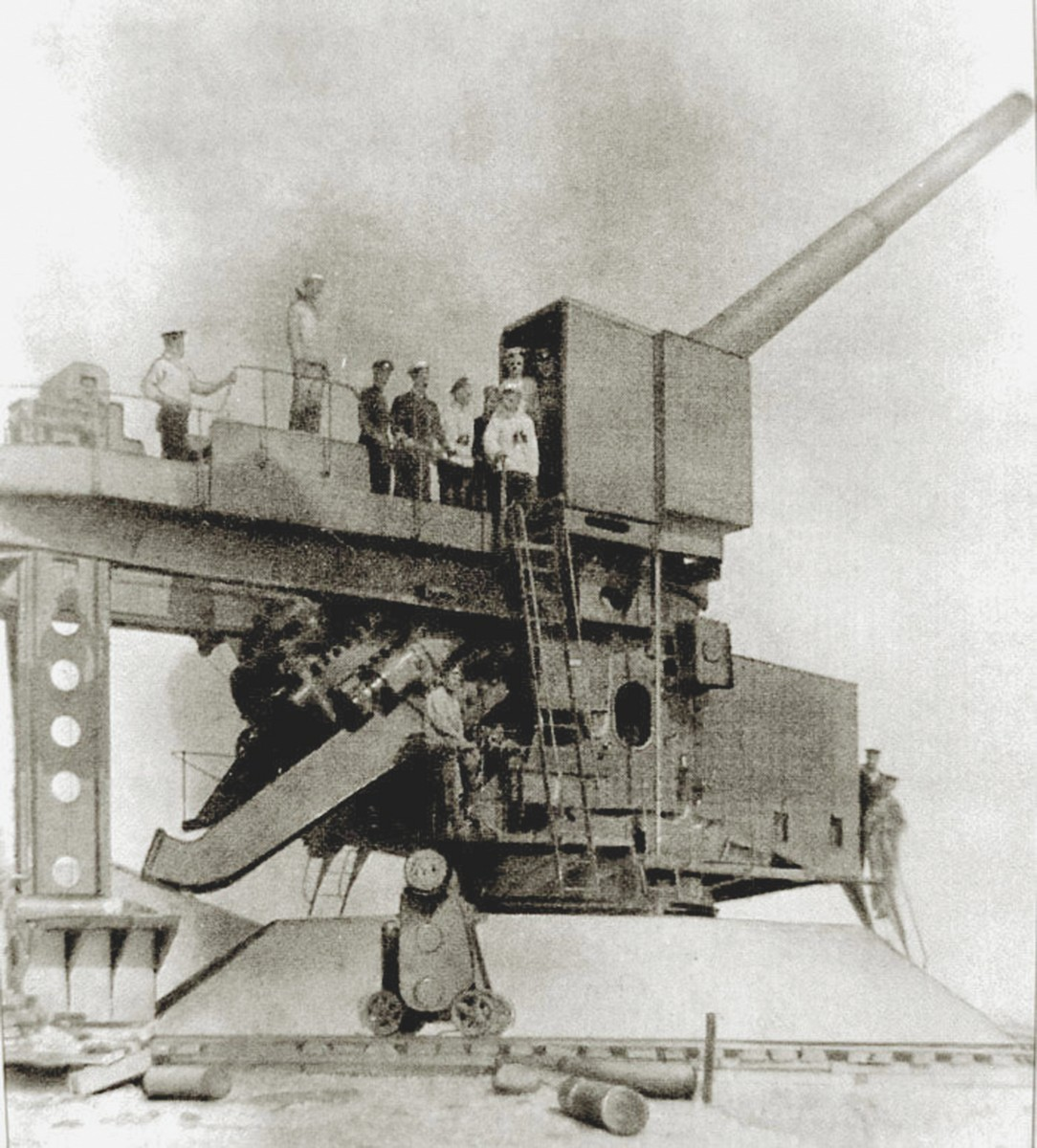
Береговая артиллерийская установка 305/52 батареи № 43 у мыса Церель, 1917 г.

## Сохранившиеся экземпляры
Установки ТМ-3-12 - один экземпляр находится в музее Великой Отечественной войны на Поклонной горе, второй — в Музей железных дорог России, Санкт-Петербург (на реекспозиции), третья — на том же форту «Красная Горка» недалеко от Санкт-Петербурга.
Образец двухорудийной береговой установки МБ-2-12 можно увидеть в артиллерийском музее на острове Куйвасаари (Финляндия).
Трехорудийный установки МБ-3-12ФМ (бывшие корабельные установки МК-3-12 с линкора "Полтава") находятся на 30-й батарее в Севастополе и Ворошиловской батарее во Владивостоке.